# Nemes (Szeben megye)
Nemes, románul Nemșa, németül Nimesch, szászul Niemesch település Romániában, Szeben megyében. Közigazgatásilag Muzsna községhez tartozik.

## Fekvése
Medgyestől délkeletre légvonalban 11 kilométerre fekszik. A legközelebbi települések keletre Riomfalva (légvonalban 3 kilométer), nyugatra Muzsna (3,4 kilométer) és délre Szászalmád (4,1 kilométer). A környékén gyümölcsösök és szőlők vannak.[forrás?]

## Népessége
1786-ban 425, 1910-ben 536, 1940-ben 543 lakosa volt.

## Története
Első írásos említése 1359-ből származik. A történelmi dokumentumokban a következő neveken szerepel: Nyms vagy Nympz (1359), villa Nymisch (1395), Nymys (1532), Nimes (1694). 1532-ben 40 gazdát tartottak nyilván. 1694-ben egy tűzeset következtében az egész község adómentességet kapott. 1824-ben evangélikus közösségi ház épült.

## Híres emberek
- Stephan Ludwig Roth itt volt evangélikus lelkész 1837-ben

## Látnivalók
- Az evangélikus templom 1400-ban épült. A kórust késő gótikus festmények díszítették. A templomot 1500 körül kezdték el erődíteni. 1733-ban a beomlással fenyegető hajót lebontották és újjáépítették. 1798-ban a boltíveket építették újjá. A reneszánsz oltár 1520 körül készült. A templom melletti harangtorony 1869-ben épült. A nagyobbik harang 15. századi és gót betűkkel ez a felirat áll rajta: „O rex gloriae veni cum pace”. A másik harang 1647-ből származik; ennek felirata: „Fidelibus via Christus Johane Neidel”.